# Joan Lindsay

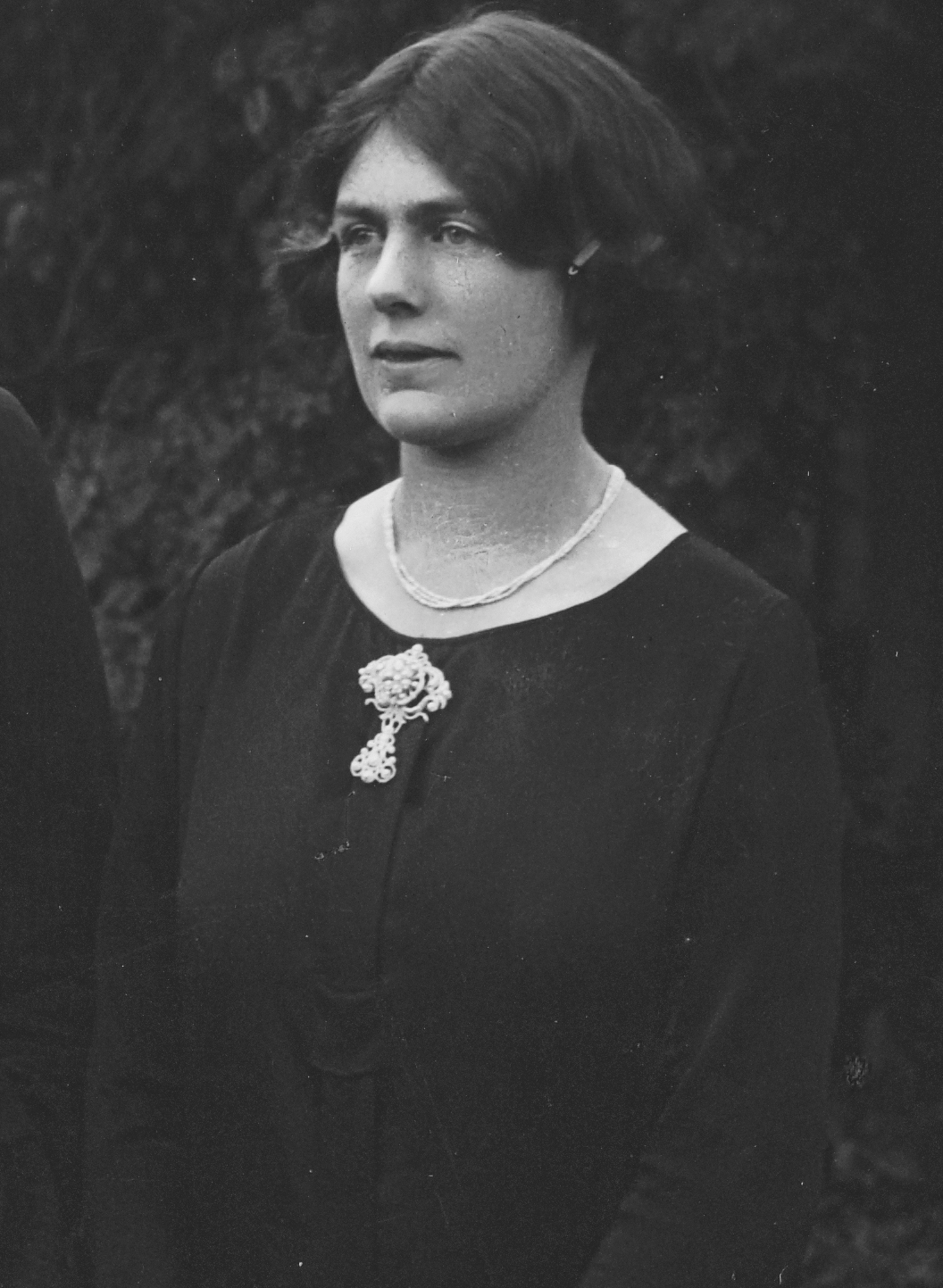

Joan Lindsay (16-11-1896—m. 23-12-1984) fue una escritora australiana conocida por su novela Picnic at Hanging Rock, calificada como «ambigua e intrigante».

## Vida

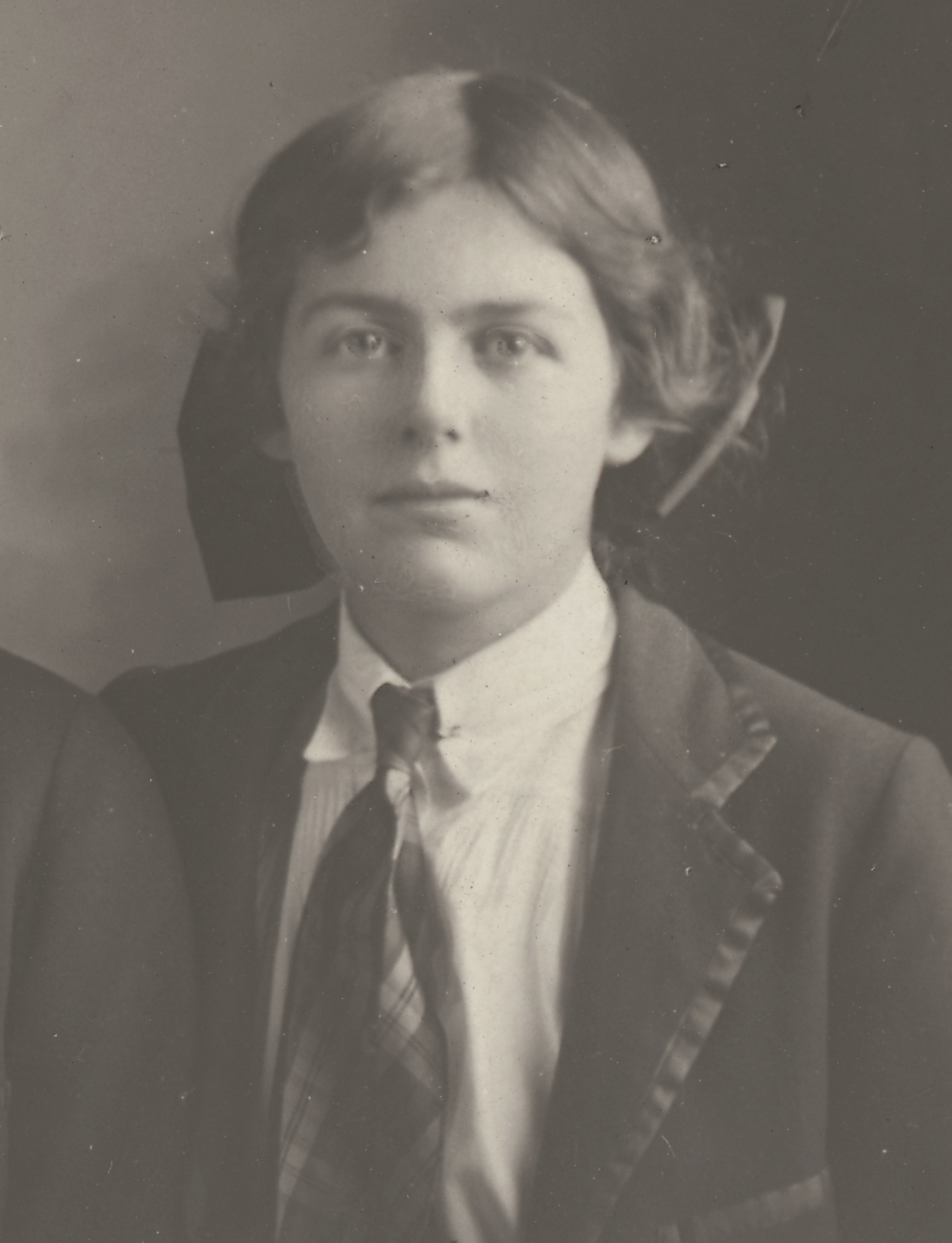
Fotografía de Joan Lindsay en 1914.

Joan à Beckett Weigall nació en St Kilda East, Victoria (Australia), era la tercera hija de Theyre à Beckett Weigall, famoso juez perteneciente a una familia australiana de renombre. Su madre era Ann Sophie Weigall (Hamilton de soltera).  
Entre 1916 y 1919, Joan estudió pintura en la Galería Nacional y de la Victoria Art School, de Melbourne. En 1920 empezó a compartir un estudio en Melbourne con la baronesa Maie Casey. Joan expuso acuarelas y óleos en dos exposiciones de Melbourne, y también en la Victorian Artists Society.
Joan Weigall se casó con Daryl Lindsay en Londres, en 1922. Era el día de su boda el de san Valentín, que es la fecha en que transcurre la misteriosa Picnic at Hanging Rock. Daryl, por su parte, pertenecía a una conocida familia de escritores y artistas, entre los que destacó Norman Lindsay, pero él no tuvo mucho éxito con sus pinturas.  
Se fueron a vivir a Australia; renovaron una granja en Baxter, Mulberry Hill, y allí vivieron hasta que la Depresión de 1929 les obligó a elegir un lugar más humilde y poner en renta su casa de momento. Daryl, que dejó la pintura aunque escribió teatro (no representado, excepto Wolf), fue nombrado director de la National Gallery of Victoria, hasta su retiro. Daryl fue nombrado caballero imperial en 1956, y entonces Joan fue Lady Lindsay.
Los Lindsays no tuvieron hijos. Donaron su casa, Mulberry Hill, al Estado tras su muerte, y está abierta al público semanalmente. Lady Lindsay falleció en Melbourne (1984).

## Obras
Escribió artículos, reseñas y relatos para revistas y publicaciones de arte, literatura y gente destacada. Ella y Daryl escribieron además la History of the Australian Red Cross, pues con otros amigos se empeñaron en elevar la situación cultural de Australia.
Por otra parte, Joan Lindsay, en Time Without Clocks (Tiempo sin relojes), describe su boda y los años idílicos de su vida matrimonial, que representa con la detención del tiempo. Su autorretrato es muy fino y está bien estructurado.  
Pero Picnic at Hanging Rock (1967) es su obra más conocida. Es una novela, aunque Lindsay señaló que estaba basada en un evento contemporáneo, la desaparición de unas muchachas del Appleyard College en una excursión en el campo. Crea una especial atmósfera gótica en medio de una situación ordinaria, que hace crecer la ambigüedad del relato. Ella se basó en sus experiencias en la Escuela de Jóvenes de East St Kilda (Melbourne), que fue transferido en 1919 a Woodend (Victoria), en la vecindad precisamente de la Hanging Rock, en plena naturaleza, que es donde se desarrolla la desaparición. El capítulo final fue publicado solo en los ochenta, de acuerdo con sus deseos.
El libro tuvo gran éxito, marcó un hito narrativo en Australia, y fue traducido varios idiomas. Además, en 1975, el director de cine Peter Weir hizo una notable e inquietante versión con ese título, Picnic at Hanging Rock; la película fue producida por Patricia Lovell, Hal y Jim McElroy y circuló por las salas de cine artístico. Supuso un gran avance para la consideración de la cinematografía en Australia.

## Libros
- Through Darkest Pondelayo (1936), sátira de los turistas ingleses.
- Time Without Clocks (1962), imagen de su vida inicial de casada.
- Facts Soft and Hard (1964), viajes a los EE. UU. cuando tuvo una ayuda  Fulbright.
- Picnic at Hanging Rock (1967). Trad. por Pilar Adón: Picnic at Hanging Rock, Madrid, Impedimenta, 2010, ISBN 978-84-15130-03-1.
- Syd Sixpence (1983), libro infantil.

## Enlaces
- Theyre à Beckett Weigall (1860-1926) Tumba en Brighton General Cemetery

- Datos: Q453983
- Multimedia: Joan Lindsay / Q453983